# Bakonybánk
Bakonybánk (hongrois : Bakonybánk [ˈbɒkoɲbaːnk]) est une localité hongroise située dans le comitat de Komárom-Esztergom.

## Site et localisation

### Topographie et hydrographie
Bakonybánk se situe au pied oriental du massif du Bakony, à la frontière naturelle entre la région de Bakonyalja et le Kisalföld. Il s'agit d'un village-rue à plusieurs axes. La localité est traversée par le ruisseau Cuhai-Bakony-ér.

## Histoire
La première mention écrite de Bakonybánk remonte à 1340. Son nom dérive du terme médiéval bán, désignant un titre de noblesse ou une fonction d'autorité.
Le village fut détruit pendant l'occupation ottomane, puis commença à se repeupler à partir du milieu du XVIIIe siècle. À cette époque, les familles Esterházy, Hunkár, Stróbel, Potyondi et Dombay y possédaient des domaines.
Durant la guerre d'indépendance de Rákóczi, la localité appartenait au brigadier kuruc Imre Bezerédj.
Le développement du village s'accéléra au tournant du XXe siècle avec la construction, entre 1901 et 1902, de la ligne ferroviaire locale, de la poste et du télégraphe.
Jusqu'en 1950, Bakonybánk faisait partie du comitat de Veszprém.

## Population

### Minorités culturelles et religieuses
Lors du recensement de 2011, 77,4 % des habitants de Bakonybánk se déclaraient hongrois, 1,6 % roms, 0,9 % allemands et 0,2 % arméniens ; 21,9 % n'ont pas souhaité se prononcer. En raison des identités multiples, le total peut dépasser 100 %. Sur le plan religieux, 40,4 % des habitants se déclaraient catholiques romains, 6 % réformés, 9,5 % évangéliques, 14,3 % sans confession, tandis que 29,3 % n'ont pas répondu.
Selon le recensement de 2022, 91,4 % des habitants se déclaraient hongrois, 1,2 % roumains, 0,2 % ukrainiens, 0,2 % allemands, et 2,4 % d'une autre nationalité non autochtone ; 8,3 % n'ont pas répondu. Côté religion, 22 % des habitants se déclaraient catholiques romains, 12 % évangéliques, 4,9 % réformés, 1 % autres chrétiens, 7,8 % sans confession, tandis que 52,3 % n'ont pas souhaité répondre.

## Équipements

### Réseaux extra-urbains
Sa rue principale suit le tracé de la route 8218, mais son territoire est également bordé à l'est par la route 8217 et à l'ouest par la 8222. Bakonybánk est desservie par la ligne de chemin de fer Környe–Pápa, dont l'arrêt se situe à quelques centaines de mètres à l'est de la zone habitée. L'accès routier local est assuré par la route secondaire 82 324.

## Patrimoine local
Bakonybánk possède plusieurs sites et édifices remarquables. Le village abrite un parc technique en plein air dédié à Donát Bánki, ingénieur hongrois, où sont exposées diverses installations.
Des vestiges d'époque romaine ont été découverts sur le territoire de la localité, dont une tête sculptée de Bacchus aujourd'hui conservée à l'abbaye de Pannonhalma.
L'église catholique romaine, de style baroque, date de 1750.
Plusieurs bâtiments historiques témoignent du passé noble du village : la demeure Hunkár, de style copf (classicisme hongrois), abrite aujourd'hui la mairie ; la demeure Bezerédy accueille la poste, le cabinet médical et la bibliothèque ; quant au château Stróbel, il héberge actuellement l'école élémentaire Bánki Donát ainsi que la maison de la culture.
Une salle commémorative dédiée à Donát Bánki est également ouverte au public, et un jour commémoratif lui est consacré chaque année, le 6 juin.

## Personnalités liées à la localité
Bakonybánk est le village natal de Donát Bánki (né Donát Lőwinger), ingénieur mécanicien, inventeur et professeur à l'université technique de Budapest. Né le 6 juin 1859 à Bakonybánk et décédé le 1er août 1922 à Budapest, il fut l'un des plus grands ingénieurs hongrois de son temps. Spécialiste des machines hydrauliques, des compresseurs et des turbines à vapeur, il enseigna la mécanique des structures de ces appareils et laissa une œuvre scientifique reconnue. Une salle commémorative lui est consacrée dans son village natal, et une journée annuelle d'hommage est organisée le 6 juin.